# 미카와치류역
미카와치류역(일본어: 三河知立駅, みかわちりゅうえき)은 일본 아이치현 지류시에 소재하는 나고야 철도 미카와선의 역이다. 역 번호는 MY01이다.

## 역사
현재의 지류 역이 개통되기 전까지는 본 역이 지류역을 자처하여 서쪽에 있던 아이치 전기철도의 신치류 역(현재의 지류 역 개통 이후에는 나고야 본선의 역은 히가시치류역으로 명칭 변경, 후에 폐지)으로 환승역이었다.
- 1915년 10월 28일: 미카와 철도가 지류역(초대)으로 영업 개시.
- 1922년
  - 4월 1일: 아이치 전기철도의 신치류역 개설.
  - 6월 1일: 아이치 전기철도 신치류 역을 미카와 철도 지류 역 부근의 고가 위로 이전하여 연락 역으로 하게 됨.
- 1928년 4월 1일: 미카와 철도 지류 역(초대) ~ 분기점 간 화물 연결선(지류 연결선) 개통.
- 1935년 8월 1일: 아이치 전기철도가 나고야 철도로 개편됨.
- 1941년
  - 6월 1일: 미카와 철도가 나고야 철도와 합병되어 동사의 미카와 선의 역이 됨.
  - 8월 1일: 지류 역과 신치류 역을 통합하여 지류역(2대)이 됨.
- 1959년 4월 1일: 현재 위치에 지류 역(3대)을 개설하고 나고야 본선의 역은 히가시치류역, 미카와 선의 역은 미카와치류역으로 변경시키고 분리되어 연결 계단 통로 철거.
- 1965년 9월 1일: 화물 영업 폐지.
- 1968년 1월 7일: 히가시치류 역 폐지.
- 1984년 4월 1일: 지류 연결선 폐지 및 무인화
- 1995년 7월 22일: 승강장을 4량 편성분으로 연장.
- 2001년 6월 16일: 역 집중 관리 시스템 도입.
- 2003년 10월 1일: 트랜 패스 도입.
- 2011년 2월 11일: IC카드 승차권 "manaca" 공용 개시.
- 2012년 2월 29일: 트랜 패스 공용 종료.

## 역 구조
섬식 승강장 1면 2선의 지상역이다. 본 역은 미카와 선 외의 역과 달리 동쪽(역사와는 반대 측)에서 승강장 번호가 부여되어 있다. 개통 이후 비교적 큰 역사는 헐리고 지금은 단순한 구조에서 비교적 새로운 역사가 들어섰다. 역사나 승강장은 구내 건널목에서 연결되고 플랫폼 위에는 원맨 운전 지원용 센서 폴이 설치되어 있다. 역 집중 관리 시스템이 도입된 간이역인 관계로 도요타 시 역에서 원격 관리되고 있다.
1번 선에 상당하는 부분에는 선로와 풀에 파묻힌 플랫폼 흔적이 남아있어 지류 역 방향에 신호기도 가동하고 있지만 쓰지 않는다. 1번 선의 미카와야쓰하시 역은 과거 나고야 본선과 접속한 연결선의 흔적으로 이어지고 있다.
2,3번 선과 반대 방향으로 입선, 출발할 수 있도록 신호가 설치되어 있지만 통상으로는 사용되지 않는다.

### 승강장
| 번호 | 노선        | 방향 | 행선                   | 비고   |
| ---- | ----------- | ---- | ---------------------- | ------ |
| 1    | ■ 미카와 선 | -    |                        | 미사용 |
| 2    | ■ 미카와 선 | 상행 | 지류 방면              |        |
| 3    | ■ 미카와 선 | 하행 | 도요타 시・사나게 방면 |        |

## 역 주변
옆의 지류 역까지 700m 정도 밖에 떨어져 있지 않고 도보로도 왕래가 용이하다. 역 지류 방향으로는 메이테쓰 나고야 본선이 고가로 다니고 있다.
- 지류 시청
- 고보산 헨조인
- 아이치 현립 지류 고등학교
- 아이치 현립 지류히가시 고등학교
- 지류 시립 지류 중학교
- 지류 시립 류호쿠 중학교
- 지류 시립 지류 초등학교
- 지류 시립 사루와타리 초등학교
- 야마모토 가쿠엔 정보 문화 전문학교 고등부
- 지류 우체국
- 국도 제1호선
- 국도 제155호선
- 국도 제419호선
- 아이치 현도 51호 지류히가시우라 선
- 아이치 현도 285호 안조야쓰다치류 선
- 아이치 현도 298호 안조치류 선

## 사진

지류 역의 변천도
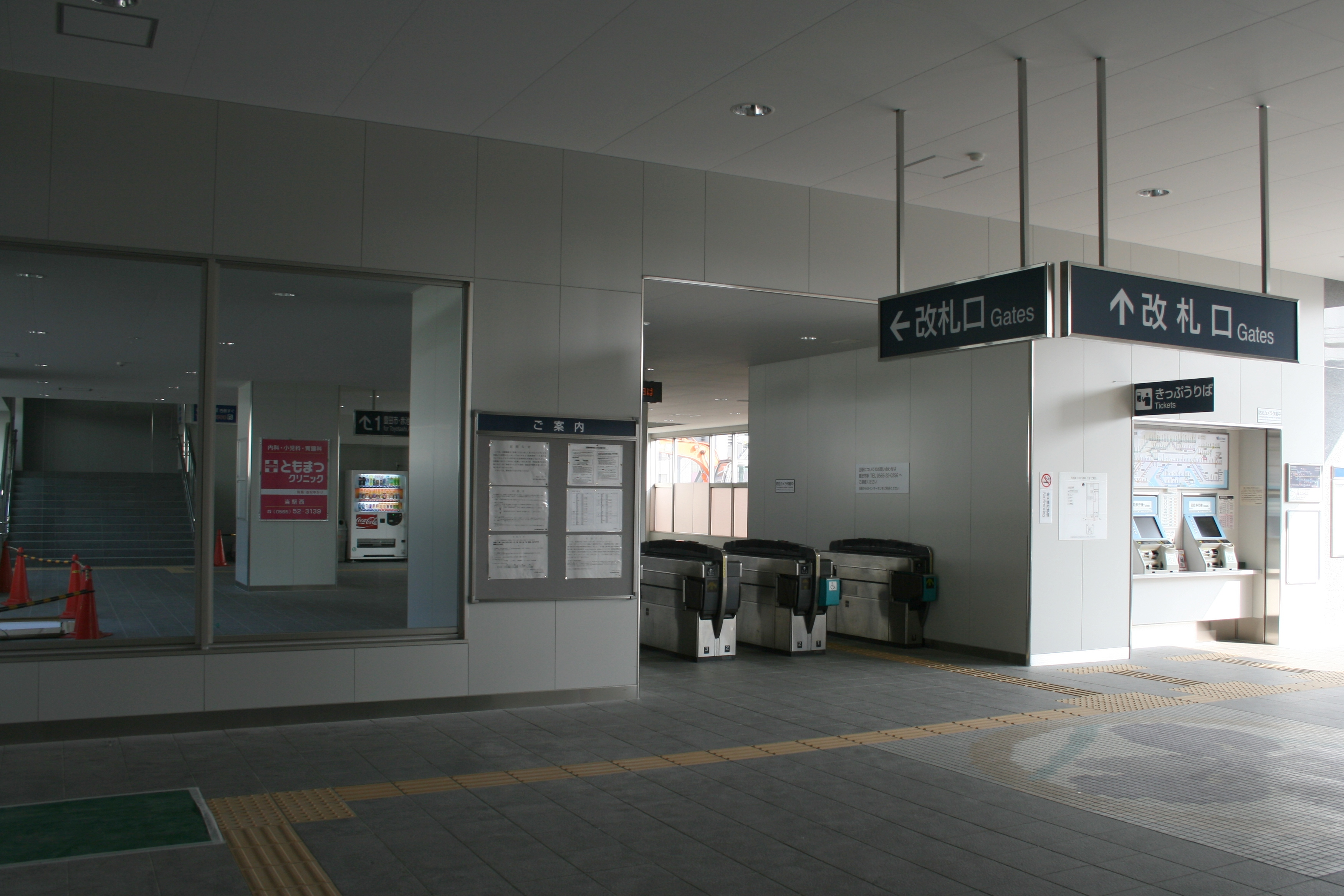
개찰구

## 인접역
| 나고야 철도 미카와선            | 나고야 철도 미카와선 | 나고야 철도 미카와선 |
| ------------------------------- | -------------------- | -------------------- |
| MY02 미카와야쓰하시 사나게 방면 |                      | 지류 NH19 지류 방면  |